# Hydrodenitrogenierung
Die Hydrodenitrogenierung, kurz HDN, ist ein Raffinerieprozess zur Entfernung von Stickstoff aus den organischen Stickstoffverbindungen verschiedener Erdölfraktionen. Organische Stickstoffverbindungen können die Katalysatoren der verschiedenen Konversionsprozesse in Raffinerien schädigen. Bei der Verbrennung entstehen aus ihnen außerdem umweltschädliche Stickoxide.

## Rohstoffe und Produkte
Typische organische Stickstoffverbindungen, die im Erdöl vorkommen, sind Chinoline und Porphyrine und deren Derivate. Diese sind biologischen Ursprungs. Der Gesamtstickstoffgehalt liegt normalerweise bei unter 1 %. Ziel der Dehydronitrogenierung sind Gehalte im ppm-Bereich.
Durch Hydrodenitrierung entstehen aus den organischen Stickstoffverbindungen durch Reduktion mit Wasserstoff mittels eines heterogenen Katalysators sowohl stickstofffreie Kohlenwasserstoffe als auch Ammoniak gemäß folgender Reaktionsgleichung:
{\displaystyle \mathrm {R_{3}N\ +3\ H_{2}\longrightarrow 3\ RH+\ NH_{3}} }

## Reaktionstechnik
Der Katalysator besteht oft aus Cobalt und Nickel oder Molybdändisulfid, zum Teil auch Wolframdisulfid, auf Aluminiumoxid oder Siliziumdioxid als Träger. Für Hydrierkatalysatoren ist eine hohe Oberfläche gewünscht. Die genaue Zusammensetzung der Katalysatoren wird gegebenenfalls dem Anwendungsfall angepasst.
Die Hydrodenitrigenierung erfolgt als Teil der allgemeinen Wasserstoffbehandlung, dem Hydrotreating der Erdölkomponenten, bei dem neben Stickstoff vor allem Schwefel und zum Teil auch Sauerstoff aus dem Rohstoff entfernt wird.